# Плитра
Пли́тра (греч. Πλύτρα) — приморская деревня в Греции. Расположена на полуострове Элос на восточном побережье залива Лаконикоса, напротив порта Йитиона. Находится в юго-восточной части полуострова Пелопоннеса, в 164 километрах к юго-западу от Афин, в 76 километрах к юго-востоку от Каламаты и в 56 километрах к юго-востоку от Спарты. Входит в общину (дим) Монемвасию в периферийной единице Лаконии в периферии Пелопоннес. Население 211 жителей по переписи 2011 года.
Находится в 4 километрах к юго-западу от Пападьяники и в 13 километрах к югу от города Молаи.
Порт Плитры способен принимать рыбацкие суда и небольшие туристические катера и лодки. Развит пляжный туризм. Пляж имеет «Голубой флаг».

## Сообщество Пападьяника
В местное сообщество Пападьяника входят три населённых пункта. Население 1906 жителей по переписи 2011 года. Площадь 37,667 квадратных километров.
| Населённый пункт | Население (2011), человек |
| ---------------- | ------------------------- |
| Каравостасион    | 38                        |
| Пападьяника      | 1657                      |
| Плитра           | 211                       |

## Население
| Год  | Население, человек |
| ---- | ------------------ |
| 1950 | 50                 |
| 1971 | 83                 |
| 1981 | 87                 |
| 1991 | 87                 |
| 2001 | 140                |
| 2011 | ↗ 211              |